# Megachile fumata
Megachile fumata är en biart som beskrevs av Mitchell 1930. Megachile fumata ingår i släktet tapetserarbin, och familjen buksamlarbin. Inga underarter finns listade i Catalogue of Life.